# Kuning I
Kuning I is een bestuurslaag in het regentschap Aceh Tenggara van de provincie Atjeh, Indonesië. Kuning I telt 1327 inwoners (volkstelling 2010).